# Kate Havnevik
Kate Havnevik (Oslo, 27 ottobre 1975) è una cantautrice norvegese.

## Biografia
Inizia l'attività musicale insieme al produttore Guy Sigsworth e nel settembre 2006 pubblica l'album d'esordio, ossia Melankton. Il disco contiene il singolo Unlike Me ed è stato registrato in diverse città, tra cui Londra, Oslo, Bratislava e Los Angeles. Nel marzo 2007 il disco è uscito negli Stati Uniti. Kate collabora quindi con Marius De Vries (in Embla) e con i Röyksopp (in The Understanding e Röyksopp's Night Out). Nel 2005 collabora con Noel Hogan (chitarrista dei Cranberries) per il suo progetto solista.
Nel settembre 2008 pubblica l'EP Me, costituito da cinque tracce. Nel 2010 collabora con Carmen Rizzo (in The Lost Art of the Idle Moment) e con il gruppo tedesco Schiller. Prende parte anche al collettivo The Dark Flowers ideato da Paul Statham. 
Nell'ottobre 2011 pubblica il suo secondo disco, You, registrato in Polonia e anticipato da alcuni singoli pubblicati già nel 2009.
Nel 2012 scrive e produce la musica del film Mormor og de 8 Ungen.

## Discografia

### Album
- 2006 - Melankton
- 2011 - You
- 2014 - Residue
- 2015 - &I

### EP
- Me
- Disobey